# Harry Kirkwood
Capitán Henry Kirkwood OBE DSC (9 de agosto de 1910 - 25 de septiembre de 1977) fue uno de los capitanes de hielo británicos más experimentados. Fue "prestado" por la Royal Navy para comandar el HMNZS Endeavour (1956) en la Expedición Transantártica de la Commonwealth.
Kirkwood sirvió en el Royal Research Ship Discovery II durante seis años antes de la Segunda Guerra Mundial, circunnavegando dos veces el continente antártico (en verano e invierno). Formó parte del grupo de rescate que encontró a Lincoln Ellsworth y Herbert Hollick-Kenyon cuando se estrellaron en un vuelo en la Antártida. Fue capitán del HMNZS Endeavour (1956), un buque de apoyo a la investigación antártica, tanto como HMNZS Endeavour como cuando, con el nombre de John Biscoe, el buque pertenecía al Falkland Islands Dependencies Survey.
Bajo la dirección de Edmund Hillary, Kirkwood desembarcó la sección neozelandesa de la Expedición Transantártica de la Commonwealth junto con el material necesario para construir la Base Scott. Hillary dijo de él: "Al principio nos consideraba jóvenes advenedizos en la Antártida como muchachos prometedores. Espero que crea que hemos aprendido un poco desde entonces". Los informes indican que los miembros de la Expedición encontraron a Kirkwood un hombre difícil de tratar. Hubo discusiones entre el Capitán Kirkwood y la tripulación, incluido Sir Edmund Hillary, en el cruce a la isla Ross. Fuchs y otros han afirmado que Kirkwood fue apodado por los de la Expedición "Harry Plywood". El apodo parece provenir de un altercado con la tripulación en el viaje de salida de Inglaterra, cuando la mayoría de las cajas de raciones del trineo resultaron muy dañadas por el agua de mar de la bodega. Cuando el capitán Kirkwood fue cuestionado al respecto, respondió: "¿Qué esperabas? Sólo están hechas de madera contrachapada". A partir de ese momento, se le conoció como Nuestro Capitán Plywood
El 17 de marzo de 1958, al final de la Expedición, Kirkwood estaba esperando a Vivian Fuchs, Sir Edmund Hillary y al resto de la Expedición con el Endeavour para transportarlos de regreso a Wellington. El equipo de Fuch había viajado desde Shackleton a la base Scott a través del Polo Sur (un viaje total de 2158 millas en 99 días, o 98 días si se recuerda que cruzaron la línea de fecha en el Polo; frente a la estimación original de 100 días). Fuchs comentó que:
Sabíamos que un hombre estaría particularmente feliz con nuestra llegada: el capitán Henry Kirkwood, RN (conocido por todos como 'Harry Plywood'), al mando del HMNZS Endeavour y esperando para llevarnos a Nueva Zelanda antes de que McMurdo Sound se congelara. Me dijo después que, según sus cálculos, ¡llegábamos un día de retraso! 